# Воля-Бистшицька
Воля-Бистшицька (пол. Wola Bystrzycka) — село в Польщі, у гміні Войцешкув Луківського повіту Люблінського воєводства.
Населення — 513 осіб (2011).
У 1975-1998 роках село належало до Седлецького воєводства.

## Демографія
Демографічна структура станом на 31 березня 2011 року:
|          | Загалом | Допрацездатний вік | Працездатний вік | Постпрацездатний вік |
| -------- | ------- | ------------------ | ---------------- | -------------------- |
| Чоловіки | 264     | 58                 | 170              | 36                   |
| Жінки    | 249     | 57                 | 126              | 66                   |
| Разом    | 513     | 115                | 296              | 102                  |